# ازرا ادلمن
عزرا ادلمن (انگلیسی: Ezra Edelman؛ زادهٔ ۶ اوت ۱۹۷۴ ‏(۵۰ سال)) یک تهیه‌کننده تلویزیونی اهل ایالات متحده آمریکا است. از آثار او می‌توان به فیلم مستند او.جی.: ساخت آمریکا (۲۰۱۶) اشاره کرد که نامزد جایزه اسکار بهترین فیلم مستند در هشتاد و نهمین دوره جوایز اسکار شده‌است.
وی همچنین برندهٔ جوایزی همچون جایزه امی شده‌است.